# Condado de Le Sueur
El condado de Le Sueur (en inglés: Le Sueur County), fundado en 1853, es un condado del estado estadounidense de Minnesota. En el año 2000 tenía una población de 25.426 habitantes con una densidad de población de 22 personas por km². La sede del condado es Le Center, aunque la ciudad más grande es Mankato.

## Geografía
Según la oficina del censo el condado tiene una superficie total de 1227 km² (473,7 mi²), de los que 1162 km² (448,6 mi²) son tierra y 66 km² (25,5 mi²) (5,35%) son agua. En este condado existen numerosos lagos.

## Condados adyacentes
- Condado de Scott - norte
- Condado de Rice - este
- Condado de Waseca - sur
- Condado de Blue Earth - suroeste
- Condado de Nicollet - oeste
- Condado de Sibley - noroeste

### Principales carreteras y autopistas
- U.S. Autopista 169
- Carretera estatal 13
- Carretera estatal 19
- Carretera estatal 21
- Carretera estatal 22
- Carretera estatal 60
- Carretera estatal 93
- Carretera estatal 99
- Carretera estatal 112

## Demografía
Según el censo del 2000 la renta per cápita media de los habitantes del condado era de 45.933 dólares y el ingreso medio de una familia era de 53.000 dólares. En el año 2000 los hombres tenían unos ingresos anuales 34.196 dólares frente a los 24.214 dólares que percibían las mujeres. El ingreso por habitante era de 20.151 dólares y alrededor de un 6,90% de la población estaba bajo el umbral de pobreza nacional.

## Ciudades y pueblos
- Cleveland
- Elysian
- Heidelberg
- Kasota
- Le Center
- Le Sueur
- Kilkenny
- Montgomery
- New Prague
- Waterville

### Municipios
- Municipio de Cleveland
- Municipio de Cordova
- Municipio de Derrynane
- Municipio de Elysian
- Municipio de Kasota
- Municipio de Kilkenny
- Municipio de Lanesburgh
- Municipio de Lexington
- Municipio de Montgomery
- Municipio de Ottawa
- Municipio de Sharon
- Municipio de Tyrone
- Municipio de Washington
- Municipio de Waterville

### Comunidades no incorporadas
- Union Hill